# FC 토스노
FC 토스노(러시아어: ФК Тосно)는 레닌그라드주 토스노를 연고로 하는 러시아의 축구 클럽이다.
2018년 6월 재정문제로 구단이 해체당함.